# WFV-Pokal 2012/13
Der WFV-Pokal 2012/13 begannen am 24. Juli 2012 und endeten mit dem Finale zwischen Titelverteidiger 1. FC Heidenheim und der Neckarsulmer Sport-Union in der comtech Arena in Aspach am 7. Mai 2013. Der Pokal wurde zum 66. Mal ausgespielt und ging zum 5. Mal an die Mannschaft des 1. FC Heidenheim (inklusive 1 Titel des Vorgängervereins VfL Heidenheim). Das Endergebnis lautete 3:1.
Der 1. FC Heidenheim qualifizierte sich somit als Sieger für den DFB-Pokal 2013/14. Durch den Ausschluss von Dynamo Dresden im DFB-Pokal 2013/14 rückte der unterlegene Pokalfinalist Neckarsulmer Sport-Union als Teilnehmer nach. Der Grund hierfür war, dass der Württembergische Fußballverband, nach der DFB-Mitgliederstatistik 2013, der Landesverbandes mit den viertmeisten Herrenmannschaften war.

## Teilnehmende Mannschaften
Für die erste Runde waren insgesamt 117 Mannschaften von der 3. Liga bis zur Kreisliga aus Württemberg qualifiziert.

## Auslosung
Für die Auslosung der 1. Hauptrunde am 2. Juli 2012 wurden die 117 Mannschaften in vier Gruppen eingeteilt. Diese Gruppen entsprachen der Einteilung von den vier Landesligen Württembergs.
Erst ab dem Achtelfinale wurden Partien über das gesamte WFV-Verbandsgebiet hinweg ausgetragen.
Das Heimrecht genießen die unterklassigen Mannschaften.

## Termine
Die Spielrunden wurden an folgenden Terminen ausgetragen:
- 1. Hauptrunde: 24. Juli – 1. August 2012
- 2. Hauptrunde: 1./2./4. August 2012 (Mi./Do./Sa.)
- 3. Hauptrunde: 4. – 21. August 2012
- Achtelfinale: 8. August – 18. September 2012
- Viertelfinale: 3. Oktober/1. November 2013 (Mi./Do.)
- Halbfinale: 9./23. April 2013 (Di./Di.)
- Finale: 7. Mai 2013 (Di.)

## 1. Hauptrunde
Die Auslosung der 1. Hauptrunde fand am 2. Juli 2012 in der Geschäftsstelle des WFV statt. Dabei wurden für den 24. Juli bis 1. August 2012 folgende Begegnungen gezogen (in Klammern ist die Liga angegeben, in der der Verein spielt).
Legende:
- 3L: 3. Liga
- RL: Regionalliga Südwest
- OL: Oberliga Baden-Württemberg
- VL: Verbandsliga Württemberg
- LL: Landesliga Württemberg
- BL: Bezirksliga
- KL: Kreisliga

### Gruppe 1
Die SG Sonnenhof Großaspach (RL) qualifizierte sich mit einem Freilos automatisch für die zweite Runde.
| Datum                 |                             | Ergebnis |                                   |
| --------------------- | --------------------------- | -------- | --------------------------------- |
| 24.07.2012, 18:00 Uhr | TSV Eltingen (LL)           | 0:2      | SGV Freiberg (OL)                 |
| 24.07.2012, 18:30 Uhr | TURA Untermünkheim (LL)     | 1:2      | FSV 08 Bissingen (OL)             |
| 24.07.2012, 19:00 Uhr | TSV Heimerdingen (LL)       | 3:2      | FV Löchgau (LL)                   |
| 24.07.2012, 19:30 Uhr | SKV Rutesheim (LL)          | 1:0      | Sportfreunde Schwäbisch Hall (VL) |
| 25.07.2012, 18:30 Uhr | FV Ingersheim (LL)          | 4:5      | SV Hellas 94 Bietigheim (VL)      |
| 25.07.2012, 19:30 Uhr | SpVgg 07 Ludwigsburg (LL)   | 4:1      | FSV Hollenbach II (LL)            |
| 27.07.2012, 19:00 Uhr | TSV Münchingen (LL)         | 1:2      | TSG Öhringen (LL)                 |
| 28.07.2012, 17:00 Uhr | TV Oeffingen (BL)           | 0:2      | SV Schluchtern (LL)               |
| 28.07.2012, 17:00 Uhr | VfR Großbottwar (BL)        | 0:9      | Neckarsulmer Sport-Union (LL)     |
| 28.07.2012, 17:00 Uhr | TSV Schwaikheim (LL)        | 0:1      | FSV Waiblingen (LL)               |
| 28.07.2012, 17:00 Uhr | TSG Backnang 1919 (LL)      | 2:4      | SG Sonnenhof Großaspach II (VL)   |
| 28.07.2012, 17:00 Uhr | SG Sindringen/Ernsbach (BL) | 0:3      | FSV Hollenbach (OL)               |
| 28.07.2012, 18:00 Uhr | SV Fellbach (LL)            | 1:3      | VfB Neckarrems (VL)               |
| 29.07.2012, 17:00 Uhr | SV Unterweissach (BL)       | 1 3:1 1  | VfL Neckargartach (BL)            |

### Gruppe 2
Die TSG Schnaitheim und der SSV Ulm 1846 (RL) qualifizierten sich mit einem Freilos automatisch für die zweite Runde.
| Datum                 |                                 | Ergebnis              |                              |
| --------------------- | ------------------------------- | --------------------- | ---------------------------- |
| 27.07.2012, 18:00 Uhr | TSV Deizisau (LL)               | 1:2                   | Stuttgarter Kickers II (OL)  |
| 27.07.2012, 19:00 Uhr | SV Ebersbach (LL)               | 1:2                   | SV Bonlanden (VL)            |
| 28.07.2012, 14:00 Uhr | VfR Aalen II (LL)               | 1:0                   | FC Germania Bargau (LL)      |
| 28.07.2012, 17:00 Uhr | 1. FC Heiningen (LL)            | 4:1                   | TSVgg Stuttgart-Münster (LL) |
| 28.07.2012, 17:00 Uhr | TSV Regglisweiler (LL)          | 0:1                   | 1. FC Heidenheim II (VL)     |
| 28.07.2012, 17:00 Uhr | TSGV Waldstetten (BL)           | 0:0 n. V. (8:7 i. E.) | 1. FC Frickenhausen (VL)     |
| 28.07.2012, 17:00 Uhr | TSG Hofherrnweiler (BL)         | 1:3                   | TSV Bad Boll (LL)            |
| 28.07.2012, 17:00 Uhr | Sportfreunde Dorfmerkingen (LL) | 2:0                   | 1. Göppinger SV (VL)         |
| 28.07.2012, 17:00 Uhr | TSV Weilheim (LL)               | 1:0                   | FV Sontheim (LL)             |
| 28.07.2012, 17:00 Uhr | TV Echterdingen (LL)            | 0:3                   | 1. FC Normannia Gmünd (VL)   |
| 28.07.2012, 18:00 Uhr | TSV Holzheim (KL)               | 0:1                   | SC Geislingen (VL)           |
| 29.07.2012, 17:00 Uhr | TSV Neu-Ulm (BL)                | 1:0                   | SC Türkgücü Ulm (LL)         |
| 29.07.2012, 18:00 Uhr | TV Zuffenhausen (BL)            | 0:1                   | SV Vaihingen (LL)            |
| 01.08.2012, 19:00 Uhr | VfL Kirchheim II (BL)           | 0:4                   | TSV Essingen (LL)            |

### Gruppe 3
Die Stuttgarter Kickers (3L) qualifizierten sich mit einem Freilos automatisch für die zweite Runde.
| Datum                 |                                | Ergebnis              |                               |
| --------------------- | ------------------------------ | --------------------- | ----------------------------- |
| 27.07.2012, 19:00 Uhr | FC Gärtringen (LL)             | 1:1 n. V. (4:3 i. E.) | SSV Reutlingen (OL)           |
| 27.07.2012, 19:00 Uhr | SV Tumlingen-Hörschweiler (BL) | 0:1                   | SpVgg 08 Schramberg (LL)      |
| 27.07.2012, 19:00 Uhr | TSV Wildberg (KL)              | 0:8                   | SV Nehren (LL)                |
| 28.07.2012, 16:00 Uhr | VfL Pfullingen (LL)            | 0:1                   | VfB Bösingen (VL)             |
| 28.07.2012, 17:00 Uhr | FV 08 Rottweil (LL)            | 4:3                   | VfL Sindelfingen (LL)         |
| 28.07.2012, 17:00 Uhr | SV Spaichingen (KL)            | 3:2                   | VfL Nagold (VL)               |
| 28.07.2012, 17:00 Uhr | SV Croatia Reutlingen (BL)     | 6:3                   | TSG Balingen II (LL)          |
| 28.07.2012, 17:00 Uhr | SV Zimmern (LL)                | 4:1                   | SpVgg Freudenstadt (LL)       |
| 28.07.2012, 17:00 Uhr | SG Deisslingen (KL)            | 2:1                   | SpVgg Holzgerlingen (LL)      |
| 28.07.2012, 17:00 Uhr | SV Rangendingen (BL)           | 2:3                   | Spvgg Mössingen (LL)          |
| 28.07.2012, 17:00 Uhr | TuS Metzingen (LL)             | 6:5                   | TSG Tübingen (LL)             |
| 28.07.2012, 17:00 Uhr | FC Rottenburg (LL)             | 1:4                   | SV Böblingen (VL)             |
| 28.07.2012, 17:00 Uhr | VfR Sulz (BL)                  | 2:2 n. V. (2:4 i. E.) | Sportfreunde Salzstetten (LL) |
| 28.07.2012, 17:00 Uhr | VfL Mühlheim (LL)              | 5:1                   | VfL Kirchheim (VL)            |

### Gruppe 4
Der 1. FC Heidenheim (3L) qualifizierte sich mit einem Freilos automatisch für die zweite Runde.
| Datum                 |                          | Ergebnis |                           |
| --------------------- | ------------------------ | -------- | ------------------------- |
| 27.07.2012, 18:30 Uhr | FV Olympia Laupheim (LL) | 1:2      | FC Wangen 05 (VL)         |
| 27.07.2012, 19:00 Uhr | SV Oberzell (LL)         | 3:2      | TSG Ehingen (VL)          |
| 28.07.2012, 15:00 Uhr | TSV Berg (LL)            | 2:0      | FC 07 Albstadt (VL)       |
| 28.07.2012, 15:00 Uhr | TSV Allmendingen (LL)    | 3:6      | SV Ochsenhausen (LL)      |
| 28.07.2012, 17:00 Uhr | SV Birkenhard (LL)       | 2:0      | SV Grün-Weiß Stetten (LL) |
| 28.07.2012, 17:00 Uhr | SV Neuravensburg (KL)    | 5:6      | FV Bad Schussenried (LL)  |
| 28.07.2012, 17:00 Uhr | SV Reinstetten (LL)      | 1:7      | FV Biberach (LL)          |
| 28.07.2012, 17:00 Uhr | VfB Gutenzell (BL)       | 2:3      | SV Rot-Weiß Weiler (LL)   |
| 28.07.2012, 17:00 Uhr | SV Gruol (BL)            | 1:4      | SV Bad Buchau (BL)        |
| 28.07.2012, 17:00 Uhr | TSG Achstetten II (KL)   | 0:2      | VfB Friedrichshafen (LL)  |
| 28.07.2012, 17:00 Uhr | SV Kressbronn (KL)       | 0:2      | FV Ravensburg (VL)        |
| 28.07.2012, 18:00 Uhr | SV Kehlen (LL)           | 1:6      | TSG Balingen (OL)         |
| 29.07.2012, 16:30 Uhr | SV Baltringen (LL)       | 2:1      | SG Kisslegg (LL)          |
| 29.07.2012, 17:00 Uhr | FV Altheim (BL)          | 3:4      | FV Ravensburg II (LL)     |

## 2. Hauptrunde
Die 2. Hauptrunde fand am 1., 2. und 4. August 2012 statt. Die Begegnungen wurden gleichzeitig mit den Begegnungen am 2. Juli ausgelost. Dabei wurden  folgende Partien gelost:

### Gruppe 1
Die SG Sonnenhof Großaspach (RL) qualifizierte sich mit einem Freilos automatisch für die dritte Runde.
| Datum                 |                           | Ergebnis  |                                 |
| --------------------- | ------------------------- | --------- | ------------------------------- |
| 01.08.2012, 18:00 Uhr | VfB Neckarrems (VL)       | 0:1       | FSV 08 Bissingen (OL)           |
| 01.08.2012, 18:00 Uhr | FSV Hollenbach (OL)       | 6:5       | SGV Freiberg (OL)               |
| 01.08.2012, 18:30 Uhr | SV Unterweissach (BL)     | 0:3       | Neckarsulmer Sport-Union (LL)   |
| 01.08.2012, 19:00 Uhr | SV Schluchtern (LL)       | 5:1       | SV Hellas 94 Bietigheim (VL)    |
| 01.08.2012, 19:00 Uhr | SpVgg 07 Ludwigsburg (LL) | 4:3       | TSG Öhringen (LL)               |
| 01.08.2012, 19:00 Uhr | FSV Waiblingen (LL)       | 1:2 n. V. | SG Sonnenhof Großaspach II (VL) |
| 01.08.2012, 19:00 Uhr | TSV Heimerdingen (LL)     | 6:1       | SKV Rutesheim (LL)              |

### Gruppe 2
| Datum                 |                                 | Ergebnis |                             |
| --------------------- | ------------------------------- | -------- | --------------------------- |
| 01.08.2012, 18:00 Uhr | TSGV Waldstetten (BL)           | 2:0      | TSG Schnaitheim (LL)        |
| 01.08.2012, 18:00 Uhr | SC Geislingen (VL)              | 2:4      | Stuttgarter Kickers II (OL) |
| 01.08.2012, 18:00 Uhr | TSV Neu-Ulm (BL)                | 1:0      | VfR Aalen II (LL)           |
| 01.08.2012, 18:00 Uhr | 1. FC Normannia Gmünd (VL)      | 1:2      | SSV Ulm 1846 (RL)           |
| 01.08.2012, 18:00 Uhr | Sportfreunde Dorfmerkingen (LL) | 4:1      | 1. FC Heidenheim II (VL)    |
| 01.08.2012, 18:30 Uhr | SV Vaihingen (LL)               | 5:4      | TSV Weilheim (LL)           |
| 01.08.2012, 19:00 Uhr | 1. FC Heiningen (LL)            | 3:2      | SV Bonlanden (VL)           |
| 04.08.2012, 17:00 Uhr | TSV Bad Boll (LL)               | 3:1      | TSV Essingen (LL)           |

### Gruppe 3
Der VfL Mühlheim (LL) qualifizierte sich mit einem Freilos automatisch für die dritte Runde.
| Datum                 |                            | Ergebnis  |                               |
| --------------------- | -------------------------- | --------- | ----------------------------- |
| 01.08.2012, 18:00 Uhr | TuS Metzingen (LL)         | 2:0       | VfB Bösingen (VL)             |
| 01.08.2012, 18:00 Uhr | SV Croatia Reutlingen (BL) | 0:4       | SV Spaichingen (KL)           |
| 01.08.2012, 18:00 Uhr | SV Nehren (VL)             | 3:4       | Spvgg Mössingen (LL)          |
| 01.08.2012, 18:00 Uhr | SG Deisslingen (KL)        | 1:4       | Sportfreunde Salzstetten (LL) |
| 01.08.2012, 18:00 Uhr | SV Zimmern (LL)            | 0:1       | Stuttgarter Kickers (3L)      |
| 01.08.2012, 19:00 Uhr | SpVgg 08 Schramberg (LL)   | 2:3 n. V. | FC Gärtringen (LL)            |
| 01.08.2012, 19:00 Uhr | FV 08 Rottweil (LL)        | 2:1       | SV Böblingen (VL)             |

### Gruppe 4
Der 1. FC Heidenheim (3L) qualifizierte sich mit einem Freilos automatisch für die dritte Runde.
| Datum                 |                          | Ergebnis  |                         |
| --------------------- | ------------------------ | --------- | ----------------------- |
| 01.08.2012, 18:00 Uhr | FV Schussenried (LL)     | 1:2       | SV Oberzell (LL)        |
| 01.08.2012, 18:00 Uhr | FV Ravensburg (VL)       | 4:2 n. V. | TSG Balingen (OL)       |
| 01.08.2012, 18:00 Uhr | SV Bad Buchau (BL)       | 1:3       | TSV Berg (LL)           |
| 01.08.2012, 18:00 Uhr | SV Birkenhard (LL)       | 3:0       | SV Ochsenhausen (LL)    |
| 01.08.2012, 18:00 Uhr | SV Baltringen (LL)       | 0:2       | FV Rot-Weiß Weiler (LL) |
| 01.08.2012, 19:00 Uhr | FV Biberach (LL)         | 2:3       | FC Wangen 05 (VL)       |
| 02.08.2012, 18:30 Uhr | VfB Friedrichshafen (LL) | 3:1       | FV Ravensburg II (LL)   |

## 3. Hauptrunde
Die 3. Hauptrunde fand vom 4. August bis 21. August 2012 statt. Die Begegnungen von Dieter Mäußnest, dem Vorsitzenden des Spielausschusses ausgelost. Dabei zog er folgende Partien:

### Gruppe 1
| Datum                 |                               | Ergebnis |                                 |
| --------------------- | ----------------------------- | -------- | ------------------------------- |
| 04.08.2012, 17:00 Uhr | Neckarsulmer Sport-Union (LL) | 2:0      | FSV 08 Bissingen (OL)           |
| 04.08.2012, 17:00 Uhr | SV Schluchtern (LL)           | 0:1      | SpVgg 07 Ludwigsburg (LL)       |
| 04.08.2012, 17:00 Uhr | TSV Heimerdingen (LL)         | 3:0      | SG Sonnenhof Großaspach II (LL) |
| 28.08.2012, 17:30 Uhr | FSV Hollenbach (OL)           | 0:1      | SG Sonnenhof Großaspach (RL)    |

### Gruppe 2
| Datum                 |                       | Ergebnis              |                                 |
| --------------------- | --------------------- | --------------------- | ------------------------------- |
| 04.08.2012, 17:00 Uhr | TSGV Waldstetten (BL) | 1:2                   | Sportfreunde Dorfmerkingen (LL) |
| 04.08.2012, 17:00 Uhr | TSV Neu-Ulm (BL)      | 1:0                   | Stuttgarter Kickers II (OL)     |
| 08.08.2012, 19:00 Uhr | 1. FC Heiningen (LL)  | 2:2 n. V. (0:2 i. E.) | SSV Ulm 1846 (RL)               |
| 08.08.2012, 19:00 Uhr | TSV Bad Boll (LL)     | 5:0                   | SV Vaihingen                    |

### Gruppe 3
| Datum                 |                      | Ergebnis |                               |
| --------------------- | -------------------- | -------- | ----------------------------- |
| 04.08.2012, 15:00 Uhr | VfL Mühlheim (LL)    | 3:1      | TuS Metzingen (LL)            |
| 04.08.2012, 17:00 Uhr | FV 08 Rottweil (LL)  | 1:4      | Sportfreunde Salzstetten (KL) |
| 05.08.2012, 17:00 Uhr | Spvgg Mössingen (LL) | 1:3      | FC Gärtringen (LL)            |
| 17.08.2012, 18:00 Uhr | SV Spaichingen (KL)  | 00:10    | Stuttgarter Kickers (3L)      |

### Gruppe 4
| Datum                 |                         | Ergebnis |                          |
| --------------------- | ----------------------- | -------- | ------------------------ |
| 04.08.2012, 17:00 Uhr | TSV Berg (LL)           | 5:1      | VfB Friedrichshafen (LL) |
| 04.08.2012, 17:00 Uhr | SV Oberzell (LL)        | 1:4      | FV Ravensburg (VL)       |
| 04.08.2012, 17:00 Uhr | FV Rot-Weiß Weiler (LL) | 13:0 1   | FC Wangen 05 (VL)        |
| 21.08.2012, 18:30 Uhr | SV Birkenhard (LL)      | 1:5      | 1. FC Heidenheim (3L)    |

## Achtelfinale
Das Achtelfinale fand vom 8. August bis zum 18. September 2012 statt. Nun gab es keine Gruppen mehr und die Begegnungen wurden über das gesamte WFV-Verbandsgebiet hinweg ausgetragen. Bei der Auslosung ergaben sich folgende Begegnungen für das Achtelfinale:
| Datum                 |                                 | Ergebnis |                              |
| --------------------- | ------------------------------- | -------- | ---------------------------- |
| 08.08.2012, 18:00 Uhr | Sportfreunde Dorfmerkingen (LL) | 3:1      | FV Ravensburg (VL)           |
| 08.08.2012, 18:00 Uhr | TSV Heimerdingen (LL)           | 2:1      | TSV Berg (LL)                |
| 08.08.2012, 18:00 Uhr | Neckarsulmer Sport-Union (LL)   | 4:3      | FV Rot-Weiß Weiler (LL)      |
| 22.08.2012, 19:00 Uhr | TSV Neu-Ulm (BL)                | 0:1      | TSV Bad Boll (LL)            |
| 31.08.2012, 17:30 Uhr | SpVgg 07 Ludwigsburg (LL)       | 1:3      | SSV Ulm 1846 (RL)            |
| 05.09.2012, 17:45 Uhr | Sportfreunde Salzstetten (LL)   | 0:9      | Stuttgarter Kickers (3L)     |
| 05.09.2012, 17:45 Uhr | VfL Mühlheim (LL)               | 0:7      | 1. FC Heidenheim (3L)        |
| 18.09.2012, 19:00 Uhr | FC Gärtringen (LL)              | 1:3      | SG Sonnenhof Großaspach (RL) |

## Viertelfinale
Die Viertelfinalspiele fanden am 3. Oktober und am 1. November 2012 statt.
| Datum                 |                                 | Ergebnis |                          |
| --------------------- | ------------------------------- | -------- | ------------------------ |
| 03.10.2012, 14:00 Uhr | SG Sonnenhof Großaspach (RL)    | 2:0      | Stuttgarter Kickers (3L) |
| 03.10.2012, 15:00 Uhr | TSV Heimerdingen (LL)           | 1:2      | 1. FC Heidenheim (3L)    |
| 03.10.2012, 15:00 Uhr | Sportfreunde Dorfmerkingen (LL) | 4:5      | SSV Ulm 1846 (RL)        |
| 01.11.2012, 14:00 Uhr | Neckarsulmer Sport-Union (LL)   | 5:3      | TSV Bad Boll (LL)        |

## Halbfinale
Die Halbfinalspiele fanden am 9. und 23. April 2013 statt.
| Datum                 |                               | Ergebnis  |                       |
| --------------------- | ----------------------------- | --------- | --------------------- |
| 09.04.2013, 20:30 Uhr | Neckarsulmer Sport-Union (LL) | 5:4       | SSV Ulm 1846 (RL)     |
| 23.04.2013, 20:30 Uhr | SG Sonnenhof Großaspach (RL)  | 0:1 n. V. | 1. FC Heidenheim (3L) |

## Finale
Das Finale wurde am 7. Mai 2013 in der Comtech Arena in Aspach ausgetragen.
| Paarung                  | Neckarsulmer Sport-Union – 1. FC Heidenheim |
| Ergebnis                 | 1:3 (0:1) |
| Datum                    | 7. Mai 2013 um 19:00 Uhr |
| Stadion                  | Comtech Arena, Aspach |
| Zuschauer                | 1.500 |
| Schiedsrichter           | Christine Baitinger (Darmsheim) |
| Tore                     | 0:1 Marc Schnatterer (36., FE) 0:2 Oliver Köhler (68., ET) 0:3 Florian Niederlechner (73.) 1:3 Ouadie Barini (75.) |
| Neckarsulmer Sport-Union | Marcel Susser – Oliver Köhler, Enzo Romano, Christian Schaaf, Burak Mucan (86. Matthias Höck) – Marcel Oechsner (71. Alessandro Reinecke), Dimitri Gerlach , Steven Neupert (76. Florian Grunwald), Jörn Pribyl (62. Engin Olgun) – Sinan Andic, Alexander Elser (46. Ouadie Barini) Cheftrainer: Timo Böttjer                       |
| 1. FC Heidenheim         | Rouven Sattelmaier – Maurizio Scioscia (46. Dennis Malura), Tim Göhlert, (69. Mathias Wittek), Kevin Kraus, Ingo Feistle – Sandro Sirigu, Florian Krebs, Marcel Titsch-Rivero (46. Robert Strauß), Marc Schnatterer (77. Gerrit Müller) – Marco Sailer, (63. Florian Niederlechner), Bastian Heidenfelder Cheftrainer: Frank Schmidt |
| Gelbe Karten             | Höck (89.) – Müller (80.) |